# NGC 401
NGC 401は、うお座の恒星である。1866年12月30日に、「ロス卿」の望遠鏡で観測をしていたロバート・ボールによって発見された。

## 特徴
ニュージェネラルカタログでは、「極めて暗い、恒星状の天体、東にNGC 403がある」と説明されている。